# Franco Rizzi
Franco Rizzi (Avetrana, 28 marzo 1944 – Roma, 15 febbraio 2017) è stato uno storico italiano, già professore ordinario di Storia dell’Europa e del Mediterraneo presso l’Università degli Studi di Roma Tre ed è inoltre fondatore e Segretario Generale dell'Unimed, l'Unione delle Università del Mediterraneo.

## Biografia
Si laurea in Giurisprudenza presso l'Università Cattolica del Sacro Cuore di Milano.
Dal 1967 al 1969 è borsista presso l'Istituto Luigi Sturzo di Roma e successivamente borsista CNR e addetto alle esercitazioni presso l'Università di Salerno “Facoltà di Magistero”.
Nel 1972 diventa assistente ordinario presso la cattedra di Storia Moderna della Facoltà di Lettere e Filosofia dell'Università di Salerno e nel 1974 incaricato stabilizzato di Storia del Risorgimento presso la Facoltà di Magistero dell'Università di Salerno. Diviene in seguito professore associato di Storia dell'Europa e del Mediterraneo presso l'Università di Roma La Sapienza e poi professore ordinario di Storia dell'Europa e del Mediterraneo presso l'Università degli studi di Roma Tre.
Ha insegnato in Francia, Gran Bretagna, Spagna ed in numerosi Paesi della riva sud del Mediterraneo. Ha collaborato, tra gli altri, con François Furet, Robert Mandrou e Maurice Agulhon del Collège de France.
Ha diretto assieme a Marc Abélès, un gruppo di studio sul territorio del Politico a Parigi. Ha lavorato presso gli archivi di Lione in Francia riordinando, fra l'altro, i dossier sull'emigrazione italiana. È stato Direttore Aggiunto di Studi all’École des hautes études en sciences sociales di Parigi.
È stato responsabile de Il Chiosco rassegna settimanale della stampa euro-araba e dell'intera regione mediterranea, in onda sul canale satellitare Rai News 24. Ha fondato e diretto dal 1995 al 1997 la rivista di politica e cultura del Mediterraneo Rive.
Nel 2003 Ha coordinato un gruppo di ricerca su un programma dell'Unione europea cui hanno partecipato ricercatori di cinque Paesi della riva sud del mediterraneo (Turchia, Libano, Marocco, Tunisia ed Egitto), che ha preso in esame dal punto di vista storico e sociologico la struttura dell'organizzazione sociale di tali Paesi. Il lavoro di ricerca è stato pubblicato in un volume dal titolo Social Security in the Mediterranean Focus. An analysis of Five Countries (Roma 2000) e successivamente tradotto in francese e in arabo.
Ha diretto un gruppo di ricerca con il focus sull'immigrazione e sulle esperienze del Mediterraneo culturale.
È stato direttore responsabile di MedArabNews, portale di approfondimento politico e culturale su argomenti di interesse per la regione mediterranea e il mondo arabo più in generale.
Il prof. Rizzi è stato il direttore della collana Diwan, edita dalla Castelvecchi Editore, una collana a cavallo tra saggistica e letteratura, politologia e storia, società e cultura.
Recentemente ha curato un blog per il Fatto Quotidiano on-line, dove affronta sempre temi legati alla migrazione, al terrorismo e al Mediterraneo in generale.

## Opere e pubblicazioni
- F. Rizzi (1970): I cattolici papali francesi e la presa di Roma, in "Humanitas", agosto -settembre 1970.
- F. Rizzi (1970): L'Italia e la denuncia russa del trattato del 1856, in "Rassegna di politica e storia", n. 183, gennaio-marzo 1970.
- F. Rizzi (1971): Il governo della Défense Nationale e la presa di Roma, in "Rivista di studi salernitani", n. 7, gennaio-giugno 1971.
- F. Rizzi (1971): Storia religiosa in Francia: problemi e tendenze, in "Quaderni storici", n. 22, gennaio-aprile 1971.
- F. Rizzi (1973): Sturzo in esilio. Popolari e forze antifasciste dal 1924 al 1940, in AA.VV., Luigi Sturzo nella storia d'Italia. Atti del Convegno Internazionale di Studi, Roma.
- F. Rizzi (1974): Per una ricerca sulla questione agraria nella III Internazionale, 1919-1925, in "Prassi e Teoria", n. 3.
- F. Rizzi (a cura di) (1975): L. Sturzo. Scritti inediti, 1924-1940, Roma.
- F. Rizzi (1980): I contadini una classe oggetto? Il dibattito agrario nella "Critica sociale" (1891-1896), in "Prassi e Teoria", n. 5.
- F. Rizzi (1980): L'Internazionale comunista e la questione contadina, in AA.VV., Storia del Marxismo, vol. III, Torino.
- F. Rizzi (1981): Contadini e comunismo. La questione agraria nella III Internazionale (1919-1928), Milano.
- F. Rizzi (1981): Le forme organizzative nelle campagne 1921-1926, in AA.VV., La struttura organizzativa del Partito Comunista Italiano, 1921-1979, “Annali della Fondazione Feltrinelli”, vol. XXI, Milano.
- F. Rizzi (1983): Circuits de pouvoir et parenté dans le Latium aux XIX siècle, in "Pouvoir sur la Commune et pouvoir dans la Commune. Atti del congresso dell'ARF", Montpellier.
- F. Rizzi/ G. Delilli (a cura di) (1986): Legale e illegale. Comunità rurali e legge scritta nel Lazio (XIX sec.), in AA.VV., “Le Modèle familiale Européen. Normes, déviances, contrôle du pouvoir”, Ecole Française de Rome, Roma.
- F. Rizzi (1986): Pourquoi obéir à l'État? Une communauté rurale du Latium au XVIII et au XIX siècle, in "Etudes rurales" n. 101-102, gennaio-giugno 1986.
- F. Rizzi (1987): Socialist Propaganda in the Italian Countryside, in AA.VV. Disciplines of Faith. Studies in Religion Politics and Patriarchy, (a cura di) J. Obelkevich, L. Roper, R. Samuel, Londra.
- F. Rizzi (1988): Approche prosopographique de l'étude de l'émigration: départ et accueil, in AA.VV., Immigration Italienne en France dans les années '20, Parigi.
- F. Rizzi (1988): La Coccarda e le campane. Comunità rurali e Repubblica Romana nel Lazio (1848-1849), Milano.
- F. Rizzi (1991): Il territorio del Politico. Elementi riflessione sulle comunità rurali nel Lazio (1848-49), in "Dimensioni e problemi della ricerca storica", n. 2, pp. 271–283.
- F. Rizzi (1994): Chronique d'un voyage pour la paix, in "Università del Mediterraneo" n. 0, pp. 2–3.
- F. Rizzi (1994): Information et communication entre les deux rives de la Méditerranée,  in "Università del Mediterraneo" n. 0, pp. 4–5.
- F. Rizzi (1994): Université et coopération, in "Università del Mediterraneo" n. 1, pp. 2–3.
- F. Rizzi (1995): La politica dell'Unione Europea, in "Politica Internazionale" n. 4-5 luglio-ottobre 1995, pp. 15–21.
- F. Rizzi (1996): EU- Kulturpolitik im Mittelmeerraum, in "Kultur Austausch", pp. 96 –98.
- F. Rizzi (1996): La Méditerranée, réalités et symbolisme. Une réflexion sur la politique de l'union Européenne, in "Rive", n. 0, pp. 11–15.
- F. Rizzi (1996): Una errata percezione della sicurezza alimentare, in "Politica Internazionale", n. 6 , novembre-dicembre 1996, pp. 121–127.
- F. Rizzi (1996): Impressions de voyage: rencontre avec Shimon Pérès et Riyad El Khoudary, in "Rive" n. 1, dicembre 1996,  pp. 5–11.
- F. Rizzi (1997): Deuxième Conférence Euro-Méditerranéenne, in "Rive" n. 2, pp. 5–7.
- F. Rizzi (1997): Rencontre avec Besnik Mustafaj, in "Rive" n. 3, pp. 61–63.
- F. Rizzi (1997): Processus de paix ou processus de guerre?, in "Rive" n. 4, pp. 34–35.
- F. Rizzi (1997): Unione Europea e Mediterraneo: dal Trattato di Roma al dopo Barcellona (1957-1997), Roma.
- F. Rizzi (1998): Civil society and European Union. Back to the Barcelona Conference, in "Rive" n. 5, 1998, pp. 7–9.
- F. Rizzi (a cura di) (2000): Social Security in the Mediterranean in Focus. An Analysis of Five Countries, Roma.
- F. Rizzi (2001): Un'Agenzia per il patrimonio culturale euro-mediterraneo, in "Notiziario della Fondazione cassa di Risparmio di Roma", pp. 49–52.
- F. Rizzi (2002): Il partenariato euromediterraneo, in "Europa e Mezzogiorno", dicembre 2002, pp. 30–37.
- F. Rizzi (2003): Mappatura ed analisi delle esperienze e delle metodologie di mediazione culturale, Ricerca commissionata dal Ministero del Welfare, Roma.
- F. Rizzi (2004): Un Mediterraneo di conflitti: Storia di un dialogo mancato, Roma.
- F. Rizzi (2007): La Dichiarazione di Barcellona tra Europa e Mediterraneo, incontro tra l'Accademia dei Lincei e la Real Academia de Ciencias Econòmicas y Financieras, Barcellona.
- F. Rizzi (2007) (a cura di): Rive. Incontro tra le civiltà del Mediterraneo, Lecce, Argo Editore.
- F. Rizzi (2008): Un Mediterraneo di conflitti, in “Tra Europa e Islam: geopolitica del Mediterraneo”, Milano.
- F. Rizzi (2009): L'apporto della scienza e della cultura mediterranea al progresso umano e sociale, V seminario internazionale, Real Academia de Ciencias Económicas y Financieras, Barcellona, (in via di pubblicazione).
- F. Rizzi (2009): L'Islam giudica l'Occidente: Conversazione su alcuni luoghi comuni, Lecce: Argo Editrice.
- F. Rizzi (2010): I Balcani all'interno della strategia euro-mediterranea dell'UPM, in “I Balcani e il Mediterraneo” a cura di Gianluca Sadun Bordoni, ed. Rubbettino, Catanzaro 2010
- F. Rizzi (2011): Mediterraneo in rivolta, ed. Castelvecchi, Roma 2011
- AA.VV. (2012) Colonialismo e politica europea, ne “Il Mediterraneo dalla multiculturalità all'interculturalità” a cura di Pietro Lacorte e Vito Antonio Aresta, pp 169–184, Lecce
- AA.VV. (2012) Internazionalizzazione delle Università: l'esempio di UNIMED, in “Nord e Sud a 150 anni dall'Unità d'Italia”, SVIMEZ Associazione per lo sviluppo dell'industria nel Mezzogiorno, Quaderni SVIMEZ – Numero speciale (31), pp. 439–443, Roma

Tra le ultime pubblicazioni del prof. Rizzi, si possono annoverare Dove va il Mediterraneo? (Castelvecchi, Roma 2013) e Storia di un jihadista (Castelvecchi, Roma 2015).

## Riconoscimenti
Il suo lavoro a servizio del dialogo tra le due rive del Mediterraneo è stato premiato attraverso numerosi riconoscimenti internazionali. Nel 2009 è stato premiato con il Premio d'Onore del Sallentino alla Cooperazione "per la sua lunga carriera accademica e i suoi studi nell'ambito della Storia dell'Europa e del Mediterraneo, per aver fondato l'Unione delle Università del Mediterraneo allo scopo di promuovere una maggiore integrazione tra i Paesi delle due sponde del Mediterraneo e per l'apprezzata e l'autorevole direzione di Medarabnews".
La pubblicazione "L'islam giudica l'Occidente", premiata col premio letterario "I filosofi e il Mediterraneo" della Società Filosofica Italiana, ha aperto un dibattito su internet e in varie sedi universitarie italiane ed europee.
Nel 2011 l'opera "Mediterraneo in rivolta" vince il premio letterario Francesco Alziator per la sezione saggistica.
Nel maggio 2015 il prof. Rizzi ha ricevuto una menzione speciale a Tunisi per il Premio Ibn Khaldoun per il ruolo dell'UNIMED nella cooperazione tra le università del Mediterraneo.